# ZIGAEXPERIENTIA
『ZIGAEXPERIENTIA』（ジガエクスペリエンティア）は、supercellの3枚目のオリジナルアルバム。2013年11月27日にSony Recordsから発売された。

## 解説
前作『Today Is A Beautiful Day』から約2年8か月ぶりのオリジナルアルバム。
テレビアニメとアニメ映画の主題歌を中心に未発表曲9曲を加えた全15曲を収録。なお、主題歌のうち、4曲は、アレンジを加えて再録されたものとなっている。
今作のアルバム制作がきっかけで、ryoは「ドロップDチューニングなどの新しいツールや音色を取り入れたことで、思っていることを曲にでき、文句が言えるようになった」と語っている。
発売形態は「初回生産限定盤A・B」「通常盤」の2形態リリースで、「初回生産限定盤」には、三輪士郎やredjuice、huke、宇木敦哉らが書き下ろした40ページにもわたるフルカラーイラストブックレットと下敷きが同梱されており、各Blu-rayとDVDにはミュージックビデオが収録されている。

## 収録曲
CD
（全作詞・作曲・編曲：ryo）
1. Journey's End [1:49]
2. No.525300887039 [5:56]
3. Mr.Downer [4:11]
4. My Dearest（Album Mix） [5:36]
  - 4枚目シングル。テレビアニメ『ギルティクラウン』前期オープニングテーマ
5. 従属人間 [3:34]
6. ホワイト製薬 [3:20]
7. 拍手喝采歌合 [3:58]
  - 8枚目シングル。テレビアニメ『刀語』ノイタミナ版オープニングテーマ
8. Yeah Oh Ahhh Oh! [3:41]
  - 学校法人・専門学校 HAL CMソング
9. 百回目のキス [4:46]
10. 銀色飛行船 [7:03]
  - 6枚目シングル。アニメ映画『ねらわれた学園』オープニングテーマ
11. The Bravery（Album Mix） [6:04]
  - 7枚目シングル。MBS・TBS系テレビアニメ『マギ』後期エンディングテーマ
12. 僕らのあしあと（Album Mix） [7:07]
  - 5枚目シングル。テレビアニメ『ブラック★ロックシューター』エンディングテーマ
13. 告白（Album Mix） [5:26]
  - 5枚目シングル。テレビアニメ『ギルティクラウン』後期エンディングテーマ
14. 時間列車 [3:56]
15. We're Still Here [5:11]

DVD / Blu-ray（初回生産限定盤のみ）
1. My Dearest
2. 告白
3. 僕らのあしあと
4. 銀色飛行船
5. The Bravery
6. 拍手喝采歌合
7. No.525300887039

## チャート
| チャート（2013年）                                   | 最高位 |
| ---------------------------------------------------- | ------ |
| オリコン                                             | 7      |
| Billboard JAPAN Top Albums                           | 6      |
| サウンドスキャン（初回生産限定盤）（Blu-ray Disc付） | 9      |